# Trận Hưng Hóa (1884)
Trận Hưng Hóa hay Pháp đánh thành Hưng Hóa là một phần của Chiến tranh Pháp–Đại Nam diễn ra từ ngày 11 tháng 4 năm 1884 và kết thúc vào ngày 12 tháng 4 cùng năm. Đây là một trong số ít trận đánh lớn do quân đội Pháp tổ chức tấn công, để hoàn thành gấp việc đánh chiếm Bắc Kỳ, nhằm thực hiện công cuộc cai trị và bảo hộ nước Đại Nam của Đế quốc thực dân Pháp.

## Trước khi khai cuộc

### Mở rộng phạm vi chiếm đóng
Đánh chiếm xong thành Bắc Ninh, hai Thiếu tướng Pháp là Brière de l'Isle và François de Négrier, liền chia quân ra truy kích quân Thanh và mở rộng phạm vi chiếm đóng.
Tướng Brière de l'Isle dẫn quân tiến lên hướng Lạng Sơn, chiếm đồn Phủ Lạng Thương, Kép. Đến khi gặp phải đường Chi Lăng hiểm yếu, viên tướng này không dám đuổi theo, mới dẫn quân trở về lại Bắc Ninh.
Tướng François de Négrier dẫn quân đi ngả Thái Nguyên, đến ngày 16 tháng 3 năm 1884, thì phá tan các đồn trại ở Nhã Nam (Yên Thế), thu được 21 khẩu đại bác, nhiều tiền kẽm, gạo và dầu lạc.
Trên đường đi đến Thái Nguyên, quân dân Việt đã chặn đánh quân Pháp ở Đức Tân, Phú Bình, nhưng không cầm chân được đối phương.

### Đánh chiếm Thái Nguyên
Lúc bấy giờ, ở Thái Nguyên có khoảng một ngàn quân Việt do Thủ úy Nguyễn Quang Khoang cai quản và 5 doanh (khoảng 5.000 quân) quân Thanh do tướng nhà Thanh là Trần Đức Triều chỉ huy.
Cuộc giao tranh đã diễn ra ở đây khá kịch liệt, cho đến khi Thủ úy Nguyễn Quang Khoang bị đạn chết, quân Việt mới vội tháo chạy. Trong cảnh khói lửa ấy, các quan tỉnh chạy ra khỏi thành ẩn nấp trong các nhà dân; còn mấy ngàn quân Thanh cũng chẳng khác hơn, lớp thì chạy về Tuyên Quang, lớp thì chạy lên Cao Bằng. Dọc đường họ còn tranh đi cướp phá và hãm hiếp, khiến dân Việt thêm nhiều khốn khổ.
Ngày 19 tháng 3 năm 1884, quân Pháp tràn vào thành Thái Nguyên tịch thu 31 khẩu đại bác cùng nhiều đạn dược, vàng bạc và quý vật khác. Xong, họ còn phá tan ba cửa thành và đốt hết các văn thư.
Tình cảnh loạn quân, loạn quan này mãi đến tháng 5 năm 1884 mới tạm ổn, sau khi quân Pháp cho tái lập các đồn, ải và triều đình Huế thân Pháp đã cử nguyên Án sát Hà Tĩnh là Dương Danh Lập làm quyền Tuần phủ Thái Nguyên để chiêu an, và đòi Tuần phủ cũ là Trương Quang Huấn đang lánh thân ở Thanh Hóa về kinh đợi lệnh.

## Tấn công thành Hưng Hóa

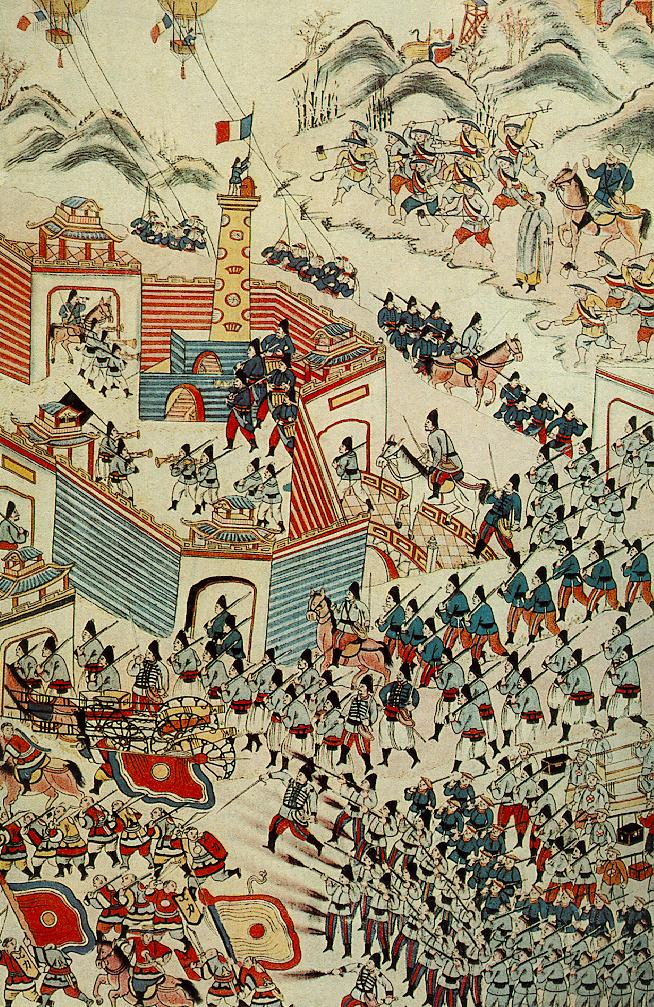
Quân Pháp tràn vào thành Hưng Hóa.

Thành Hưng Hóa là thủ phủ của đạo thừa tuyên Hưng Hóa, sau này là trấn Hưng Hóa, rồi tỉnh Hưng Hóa. Thành nằm ở ven bờ đầm Dị Nậu thuộc huyện Tam Nông, tỉnh Phú Thọ ngày nay, về phía Tây Nam của thành phố Việt Trì và Tây Bắc của thị xã Sơn Tây.
Sau khi hạ được thành Thái Nguyên, quân Pháp quay về mạn sông Hồng để chuẩn bị đánh lấy Hưng Hóa.
Thừa lệnh của Thống tướng Charles-Théodore, Thiếu tướng Brière de l'Isle đem đoàn quân thứ nhất theo con đường Sơn Tây lên Hưng Hóa, rồi dàn trận ở bên này sông Đà.
Hai bên khởi sự đánh nhau từ sáng ngày 11 tháng 4 năm 1884 đến 2 giờ chiều thì quân Pháp qua được sông ở chỗ gần địa hạt huyện Bất Bạt (Sơn Tây). Chín giờ sáng ngày hôm sau (12 tháng 4), thiếu tướng François de Négrier đem đoàn quân thứ nhì, vượt sông Đà đến hợp lực. Tuy bị quân Việt đón đánh ở Hạ Bì, La Thượng, nhưng tất cả 7.000 quân Pháp vẫn tiến lên được.
Tướng nhà Thanh là Sầm Dục Anh liệu thế không thể chống giữ, nên đã cho các tướng là Đình Hòe, Mã Trụ rút quân về Yên Bái. Thấy quân Thanh tháo lui, tướng nhà Nguyễn là Hoàng Tá Viêm cũng bỏ đồn Dao Phương, về lại Thục Luyện (nay là xã Thục Luyện, huyện Thanh Sơn, tỉnh Phú Thọ).
Vì thế thành Hưng Hóa chỉ còn lại một số quân Cờ Đen chừng 3500 quân của tướng Lưu Vĩnh Phúc và một số quân Việt của Tuần phủ Nguyễn Quang Bích. Nhưng sau đó, Lưu Vĩnh Phúc thấy hai đại binh trên dời đi hết thì lo ngại, nên dẫn quân ra đóng ngoài thành.
Nhờ khí cầu chở người bay lên cao để quan sát và chỉ điểm, nên khi đại quân Việt và Thanh vừa rút, thì các đại bác của Pháp cũng bắt đầu nả đạn dữ dội vào trong thành. Hai bên giao tranh, nhưng trong lúc quân ít thế nguy, may có đọi quân của Đốc Dị và Đốc Ngũ bố trí đóng ngoài thành ứng cứu kịp thời.
```
Ở Thục Luyện (
Thanh Sơn
, 
Phú Thọ
), quan quân của tướng 
Hoàng Kế Viêm
 men theo đường núi rút hết về 
Huế
. Chỉ có Tuần phủ Nguyễn Quang Bích là không chịu về kinh theo lệnh vua, mà tiếp tục chống Pháp. Trận chiến diễn ra ác liệt cho đến chiều tối thì thành bị vỡ. Nguyễn Quang Bích trèo lên kính thiên đài trên cột cờ  Hưng Hoa định tuẫn tiết. Các tướng sĩ đã vực ông lên ngựa chạy về đình làng Tu My. (Sau đó Nguyễn Quang Bích lập căn cứ tiếp tục  kháng chiến tại Tiên Động, Cẩm Khê Phú Thọ. Nơi đây ông dựng cờ khởi nghĩa với tuyên ngôn: Việt quốc thiên thu nguyên bất dịch - Lạc hồng tiên chủng phục hoàn tô nghĩa là " nước Việt ngàn năm không đổi và sẽ phục dụng lại Giang sơn Lạc Hồng và lá cờ thêu bốn chữ "bình Tây báo quốc". Cuộc khởi nghĩa Tiên Động được nhiều thân hào nghĩa sĩ nhiều vùng cả nước đến tụ nghĩa sau này, trở thành một trung tâm kháng pháp o Bắc Kỳ)
```

## Sau trận chiến
Sau trận chiến, bên quân Pháp một số bị chết và thường vong. Quân Thanh và quân Cờ Đen số người chết và thương vong, quân khí và quý vật, chắc chắn bị tổn thất nhiều, nhưng vì sử sách không biên chép rõ nên không thống kê được.
Được tin Pháp chiếm đóng Hưng Hóa, triều đình Đồng Khánh liền cử Nguyễn Văn Thi làm Tuần phủ, Bùi Quang Thích làm Bố chính và Lê Ngọc Uẩn làm Án sát, cùng đến đó làm việc dưới quyền kiểm soát của thực dân, nhằm ổn định tình hình và kêu gọi nhân dân thôi kháng Pháp. Nhưng bất chấp lệnh vua, nhân dân miền Tây Bắc đúng lên kháng chiến với cuộc khởi nghĩa Tiên Động ngày 12/5 năm giáp thân (1884) dưới sự lãnh đạo của Nguyễn Quang Bích. Và năm sau 1885 vua Hàm Nghi hạ chiếu Cần Vương đã sắc phong cho ông làm Hiệp biện đại học sĩ, lễ bộ thượng thư sung Hiệp thống Bắc Kỳ Quân vụ Đại Thần được toàn quyền chỉ huy chống Pháp ở Bắc Kỳ. Các ông Tống Duy Tân, Nguyễn Thiện Thuật đều đã đén Tiên Đong nhân sắc phong của vua Hàm Nghi và chiếu Cần Vương. Nguyễn Xuân Ôn, Phan Đình Phùng, Đinh Công Tráng, phạm Bành, Đàm chí Trạch, vũ Hữu Lợi, lãnh Hoan, Nguyễn Tử Ngôn.... từng đến Tiên Động vào các năm 1885,1886. Đầu năm 1887 Nguyễn Quang Bích cùng Tôn Thất Thuyết trù tính đón vua Hàm Nghi ra Bắc, nên đã dời căn cứ kháng chiến lên Nghĩa Lộ. Tại đây ông được các thổ hào hết sức ủng hộ như Lãnh Năm, Lãnh Tế, Đặng Phúc Thành, Đào Chinh Lục, Cầm Bun Hoan, Đèo Văn Toa, Đèo Văn Trì, Sa văn Nội. Nông Văn Quang, Đổng phúc Thịnh, Cầm Tám, Vương Văn Doan... đã làm nên một cuộc kháng chiến Cần Vương vùng Tây Bắc.

## Ảnh

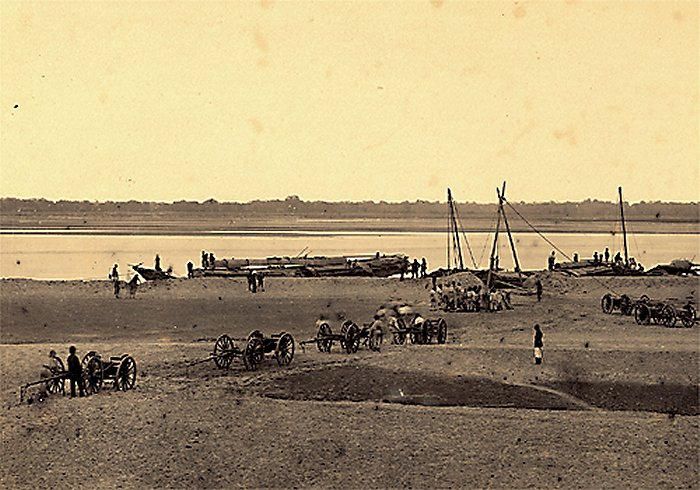
Pháo binh Pháp, chuẩn bị qua sông Đà.
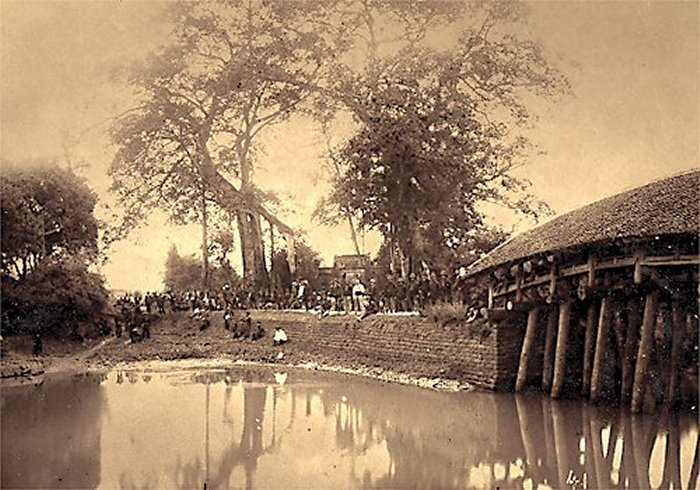
Quân Pháp nghỉ chân trên đường tiến về Hưng Hóa
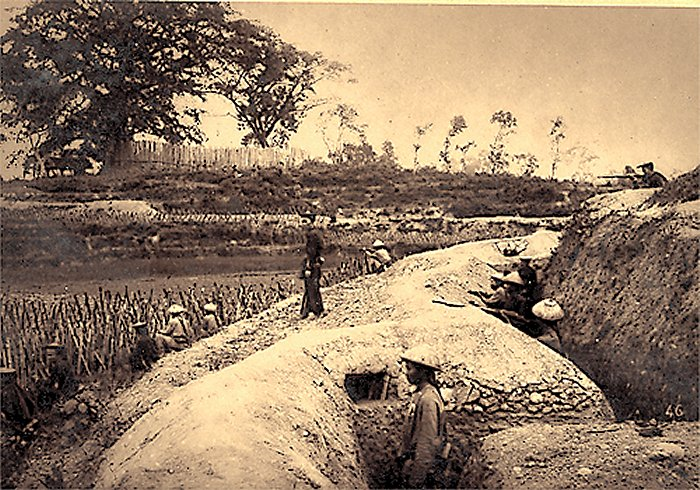
Chiến lũy bằng tre của quân Thanh ở Bắc Hưng Hóa.
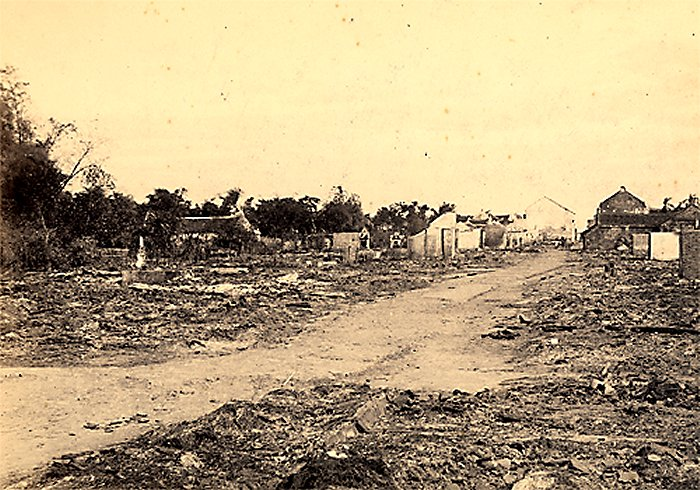
Hưng Hóa điêu tàn sau trận chiến.